# Dòng thời gian của đại dịch COVID-19 tháng 5 năm 2021
Bài này ghi lại dòng thời gian và dịch tễ học của SARS-CoV-2 vào tháng 5 năm 2021, loại vi rút gây ra bệnh coronavirus 2019 (COVID-19) và là nguyên nhân gây ra đại dịch COVID-19. Các trường hợp nhiễm COVID-19 ở người đầu tiên được xác định ở Vũ Hán, Trung Quốc, vào tháng 12 năm 2019.

## Dòng thời gian

### 1 tháng 5
- Chuyên gia cảnh báo biến thể nCoV mới dễ lây lan hơn ở Ấn Độ từ tháng 3, nhưng chính phủ bị cho là không làm gì để ngăn chặn.[1]
- Ấn Độ báo cáo 408.331 ca nhiễm trong 24 giờ qua, đánh dấu mức tăng kỷ lục khác về số ca nhiễm trong một ngày. Vùng dịch thứ hai thế giới cũng ghi nhận thêm 3.523 ca tử vong, nâng tổng số người chết lên 211.855.[2]
- Cơ quan An toàn Giao thông Vận tải (TSA) thông báo gia hạn lệnh đeo khẩu trang cho toàn bộ hệ thống giao thông công cộng toàn nước Mỹ đến ngày 13 tháng 9.[3]
- Những công dân Úc đã ở Ấn Độ trong vòng 14 ngày tính tới lúc về sẽ bị cấm nhập cảnh, những ai vi phạm sẽ đối diện nguy cơ bị phạt và ở tù.[4]

### 2 tháng 5
- Hai người Trung Quốc trốn khỏi khu cách ly Trường Quân sự Thành phố (huyện Củ Chi) vào tối 2-5.[5]

### 4 tháng 5
- Các giới chức bang Bayern thông báo hủy lễ hội Oktoberfest năm thứ hai do quan ngại về việc COVID-19 lây lan.[6]

### 5 tháng 5
- Chính phủ Đức nói người đã tiêm chủng hoàn toàn hay đã bình phục từ lây nhiễm virus corona sẽ được miễn những hạn chế về tiếp xúc và lệnh giới nghiêm.[7]
- 8 con sư tử trong một vườn thú ở miền nam Ấn Độ dương tính CoV và xuất hiện triệu chứng khó thở.[8]
- Phái đoàn Ấn Độ dự hội nghị ngoại trưởng G7 ở London phải cách ly sau khi hai người được phát hiện nhiễm nCoV.[9]

### 6 tháng 5
- Canada trở thành nước đầu tiên trên thế giới cho phép sử dụng vaccine COVID-19 của Pfizer cho trẻ em từ 12 đến 15 tuổi.[10]
- Chính quyền Joe Biden ủng hộ tạm thời bỏ bản quyền vắc xin COVID-19.[11]
- Trường phổ thông liên cấp Vinschool (TP.HCM) cho 150 học sinh thuộc 5 lớp khối 4 và khối 8 nghỉ học từ ngày 6-5 trong khi chờ kết quả xét nghiệm COVID-19 của 2 học sinh diện F1.[12]

### 7 tháng 5
- Đức bác đề nghị của Mỹ về việc miễn thực thi bảo vệ tác quyền đối với vaccine COVID-19, nói rằng hạn chế lớn nhất của việc sản xuất vaccine không phải là quyền sở hữu trí tuệ mà là gia tăng năng suất và đảm bảo chất lượng.  (VOA)
- Tử vong đầu tiên  ở Việt Nam liên quan đến vắc-xin AstraZeneca là một nữ nhân viên y tế 35 tuổi, làm việc tại Bệnh viện Đa khoa khu vực Tân Châu, tỉnh An Giang do sốc phản vệ trên nền cơ địa dị ứng non steroid (giảm đau kháng viêm).  (RFI)

### 10 tháng 5
- Từ ngày 27/4 đến 12h ngày 10/5, Việt Nam đã ghi nhận 442 ca mắc COVID-19 trong cộng đồng tại 26 tỉnh, thành phố, liên quan tới nhiều ổ dịch.  (vietnamplus)

### 11 tháng 5
- Bất chấp điều kiện tiêm chủng vô cùng dễ dàng, hàng triệu người Hong Kong vẫn nói "không" với vắc xin COVID-19 vì không tin chính quyền đặc khu.  (tuoitre)
- Tổ chức Y tế thế giới (WHO) đã phân loại biến thể B.1.617 phát hiện ở Ấn Độ là "biến thể đáng lo ngại" ở cấp toàn cầu. (tuoitre)

### 13 tháng 5
- Ca nCoV châu Á bùng nổ, cao hơn tổng các khu vực khác. (vnexpress)

### 15 tháng 5
- Khoảng 20 nhà nghiên cứu tên tuổi trong một lá thư đăng trên tạp chí khoa học uy tín Science ngày 13/05/2021 khẳng định không nên bỏ qua giả thiết, con virus corona gieo rắc đại họa cho toàn thế giới đã thoát ra từ phòng thí nghiệm Vũ Hán. (RFI)

### 16 tháng 5
- Việt Nam ngày 16/5 ghi nhận số ca nhiễm Covid-19 cao nhất từ khi đợt dịch thứ tư bùng phát với 187 ca, trong đó Bắc Giang nhiều nhất 98 ca.  (vnexpress)

### 18 tháng 5
- Ít nhất 269 bác sĩ, trung bình 20-25 người mỗi ngày, tử vong khi làn sóng Covid-19 thứ hai tấn công Ấn Độ. (vnexpress)

### 19 tháng 5
- Ấn Độ ghi nhận 4.529 ca tử vong do Covid-19 trong 24 giờ qua, mức tăng hàng ngày cao nhất thế giới từ khi đại dịch bùng phát và 267.334 ca nhiễm mới.  (vnexpress)
- Phòng khám thú y tại thủ đô Moskva tiêm vaccine Covid-19 cho những con mèo đầu tiên sau khi giới chức cấp phép cho sản phẩm Carnivac-Cov. (vnexpress)

### 20 tháng 5
- Đại diện 27 nước Liên Hiệp Châu Âu (EU) chấp nhận khuyến cáo của Ủy Ban Châu Âu, cho phép nhập cảnh đối với hành khách từ các nước khác đã được chủng ngừa Covid với các loại vac-xin được châu Âu công nhận. (VOA)

### 21 tháng 5
- EU vừa đạt thỏa thuận về hộ chiếu vaccine, cho phép người tiêm chủng đầy đủ được đi lại tự do giữa các nước thành viên từ ngày 1/7. (vnexpress)
- Tổng thống Mỹ Joe Biden ký ban hành Luật Tội ác Thù ghét vì COVID-19 sau khi luật này được Quốc hội thông qua với đa số áp đảo sau một loạt các cuộc tấn công vào người Mỹ gốc Á giữa đại dịch COVID.  (VOA)

### 22 tháng 5
- Bộ Công nghệ thông tin (IT) Ấn Độ yêu cầu tất cả công ty mạng xã hội gỡ bỏ tất cả nội dung nào đề cập đến cụm từ "biến thể Ấn Độ" của virus corona. (tuoitre)
- Các hãng dược như Pfizer, Moderna và Johnson & Johnson tại Hội nghị thượng đỉnh G20 về sức khỏe toàn cầu đã cam kết cung cấp 3,5 tỉ liều vắc xin với giá gốc hoặc có chiết khấu cho các nước có thu nhập trung bình và thấp. (tuoitre)
- Tại Hội nghị thượng đỉnh G20 về sức khỏe toàn cầu, Chủ tịch Trung Quốc Tập Cận Bình cam kết Trung Quốc viện trợ thêm 3 tỉ USD trong vòng 3 năm tới để giúp các nước đang phát triển phục hồi sau đại dịch COVID-19.  (tuoitre)

### 23 tháng 5
- Các tập đoàn Moderna và Novavax của Mỹ muốn sản xuất vắc xin của họ cũng ở Hàn Quốc trong tương lai. (n-tv)

### 24 tháng 5
- Ba nhà nghiên cứu thuộc Viện Virus học Vũ Hán nhập viện để được chăm sóc y tế vào tháng 11/2019, vài tháng trước khi Trung Quốc công bố Covid-19. (vnexpress)

### 25 tháng 5
- Lần đầu tiên Việt Nam có số ca nhiễm mới thường nhật trên 400 người, hai ổ dịch lớn nhất là ở Bắc Ninh và Bắc Giang. (RFI)

### 27 tháng 5
- Thành phố Hồ Chí Minh ghi nhận 36 ca nhiễm COVID-19 liên quan đến Hội thánh Truyền giáo Phục Hưng, khiến nhiều khu vực ở 16 quận/huyện bị phong tỏa.  (VOA)

### 28 tháng 5
- Argentina ghi nhận 41.080 ca mới trong 1 ngày, số ca nhiễm cao nhất kể từ khi đại dịch bắt đầu, mặc dù đã có ban hành các biện pháp giới nghiêm và giản cách xã hội. (ntv)

### 29 tháng 5
- Các chuyên gia Đức tuyên bố tìm ra nguyên nhân và cách chống biến chứng máu đông hiếm gặp liên quan tới vaccine Covid-19 của AstraZeneca và Johnson&Johnson. (vnexpress)
- Các kháng thể và vaccine COVID-19 kém hữu hiệu chống lại biến thể Ấn Độ, theo các nhà nghiên cứu.  (VOA)
- Các bác sĩ cho rằng biến chủng nCoV mới tại Ấn Độ nguy hiểm hơn, khi nhiều bệnh nhân trẻ trở nặng vì hiện tượng bão cytokine. (vnexpress)
- Việt Nam cho biết họ đã phát hiện một biến thể mới của virus coronavirus đang lây lan nhanh chóng qua không khí. Nó đang được cho là sự kết hợp của chủng virus Ấn Độ và Anh. (Spiegel)
- Malaysia đóng cửa tất cả lĩnh vực kinh tế và xã hội từ ngày 1/6 đến 14/6 và dự kiến áp dụng phong tỏa theo giai đoạn, trong bối cảnh ca nhiễm tăng kỷ lục. (vnexpress)

### 30 tháng 5
- Brasil ghi nhận 79.670 ca Coronavirus mới trong 1 ngày, tăng tổng số người nhiễm lên 16,5 triệu. Số người chết tăng thêm 2012 lên thành 461.057. (n-tv)

### 31 tháng 5
- Nhà chức trách Thành phố Hồ Chí Minh ra lệnh giãn cách xã hội toàn thành phố với những hạn chế nghiêm ngặt đối với việc tụ tập và đóng cửa một số cơ sở kinh doanh và dịch vụ trong nỗ lực kiềm chế những ca nhiễm COVID-19 tăng vọt giữa một đợt bùng phát dịch mới. (VOA)
- Cơ quan cảnh sát điều tra Công an quận Gò Vấp ra quyết định khởi tố vụ án hình sự về tội danh “lây lan dịch bệnh truyền nhiễm nguy hiểm cho người” liên quan Hội thánh truyền giáo Phục Hưng. (tuoitre)